# 서초구 을
서울 서초구 을은 대한민국의 국회의원 선거구이다. 서울특별시 서초구 일부 지역을 관할한다. 현 지역구 국회의원은 국민의힘의 신동욱이다.

## 역사
1988년 1월, 강남구의 일부 지역들이 서초구로 분리되었다. 이에 1988년 대한민국 제13대 국회의원 선거를 앞두고 신설되었다. 신설 당시 서초1동, 서초2동, 방배2동, 방배3동, 도곡동, 양재동, 내곡동이 서초구 을로 묶였으며, 나머지 지역인 잠원동, 반포본동, 반포1동, 반포2동, 반포3동, 방배본동, 방배1동은 서초구 갑이 되었다. 
이듬해 1989년 도곡동이 강남구로 재편입됨에 따라 강남구 갑으로 넘어갔다.

## 관할 구역
| 대수        | 관할 구역                                                                             |
| ----------- | ------------------------------------------------------------------------------------- |
| 13대        | 서초구 서초1동, 서초2동, 방배2동, 방배3동, 도곡동, 양재동, 내곡동                     |
| 14대        | 서초구 서초1동, 서초2동, 서초3동, 서초4동, 방배2동, 방배3동, 양재동, 내곡동           |
| 15대 ~ 현재 | 서초구 서초1동, 서초2동, 서초3동, 서초4동, 방배2동, 방배3동, 양재1동, 양재2동, 내곡동 |

## 역대 국회의원
| 선거   | 정당 | 정당       | 의원   |
| ------ | ---- | ---------- | ------ |
| 1988년 |      | 통일민주당 | 김덕룡 |
| 1992년 |      | 민주자유당 | 김덕룡 |
| 1996년 |      | 신한국당   | 김덕룡 |
| 2000년 |      | 한나라당   | 김덕룡 |
| 2004년 |      | 한나라당   | 김덕룡 |
| 2008년 |      | 한나라당   | 고승덕 |
| 2012년 |      | 새누리당   | 강석훈 |
| 2016년 |      | 새누리당   | 박성중 |
| 2020년 |      | 미래통합당 | 박성중 |
| 2024년 |      | 국민의힘   | 신동욱 |

## 역대 선거 결과

### 대한민국 제13대 국회의원 선거
|  | 34.57% |

|  | 21.59% |

|  | 21.40% |

|  | 16.21% |

|  | 4.73% |

|  | 1.47% |

### 대한민국 제14대 국회의원 선거
|  | 31.90% |

|  | 31.29% |

|  | 22.08% |

|  | 10.50% |

|  | 4.21% |

### 대한민국 제15대 국회의원 선거
|  | 44.68% |

|  | 29.64% |

|  | 23.27% |

|  | 1.56% |

|  | 0.81% |

### 대한민국 제16대 국회의원 선거
|  | 52.94% |

|  | 43.25% |

|  | 3.80% |

### 대한민국 제17대 국회의원 선거
|  | 54.23% |

|  | 36.29% |

|  | 3.74% |

|  | 3.62% |

|  | 0.72% |

|  | 0.66% |

|  | 0.56% |

|  | 0.15% |

### 대한민국 제18대 국회의원 선거
|  | 60.26% |

|  | 19.58% |

|  | 15.85% |

|  | 3.39% |

|  | 0.91% |

### 대한민국 제19대 국회의원 선거
|  | 60.12% |

|  | 38.98% |

|  | 0.88% |

### 대한민국 제20대 국회의원 선거
|  | 46.82% |

|  | 36.42% |

|  | 14.44% |

|  | 2.30% |

### 대한민국 제21대 국회의원 선거
|  | 53.66% |

|  | 45.01% |

|  | 0.79% |

|  | 0.52% |

### 대한민국 제22대 국회의원 선거
|  | 57.49% |

|  | 42.50% |